# Arsenico e vecchi merletti (teatro)
Arsenico e vecchi merletti (Arsenic and Old Lace) è una commedia del drammaturgo statunitense Joseph Kesselring, scritta nel 1939, e nota soprattutto per l'adattamento cinematografico del 1944 diretto da Frank Capra, con Cary Grant protagonista. La pièce, originariamente diretta da Bretaigne Windust, ha esordito al Fulton Theatre di New York il 10 gennaio 1941, per poi essere trasferita al Hudson Theater il 25 settembre 1943. La produzione chiuse il 17 giugno 1944, dopo 1 444 repliche. Nel 1942 la commedia esordì allo Strand Theatre di Londra e restò in scena sino al 1946 per 1 337 repliche
Delle dodici commedie scritte da Kesselring, Arsenico e vecchi merletti è la più conosciuta e l'unica ad avere avuto successo, tanto che il New York Times l'ha definita «così divertente che nessuno la dimenticherà mai». La trama dell'opera fu ispirata alla vicenda della serial killer Amy Archer-Gilligan, della quale Kesselring era venuto a conoscenza da ragazzo. La prima rappresentazione italiana risale al 1945 portata in scena dalla Compagnia Morelli-Stoppa, con la regia di Ettore Giannini e un cast che comprendeva Rina Morelli, Paolo Stoppa, Olga Villi, Dina Galli, Guido Verdiani, Arnoldo Foà e Cesare Fantoni.

## Trama
La vicenda ha come protagonista Mortimer Brewster, severo critico teatrale, che deve vedersela con la sua famiglia di pazzi assassini e con la polizia di Brooklyn, che ha ormai qualche sospetto sui Brewster. Di particolare importanza sono le due vecchie zie zitelle, che uccidono i loro coinquilini con un vino di sambuco corretto con arsenico, e il vecchio zio, convinto di essere Theodore Roosevelt che cerca di scavare il canale di Panama in cantina (dove, tra l'altro, sono sepolte le vittime delle sorelle). Intanto il fratello assassino cerca, con l'aiuto del complice Dr. Einstein, falso medico alcolizzato, di sottoporsi a un intervento di chirurgia plastica per cambiare i connotati con cui è ricercato perché assomiglia a Boris Karloff, divo del cinema horror.

## Cast
Il cast della produzione originale della commedia comprendeva:
- Jean Adair: Martha Brewster
- John Alexander: Teddy Brewster
- Wyrley Birch: Reverendo Harper
- Helen Brooks: Elaine Harper
- Bruce Gordon: ufficiale Klein
- Henry Herbert: Mr. Gibbs
- Josephine Hull: Abby Brewster
- Allyn Joslyn: Mortimer Brewster
- Boris Karloff: Jonathan Brewster
- William Parke: Mr. Witherspoon
- John Quigg: ufficiale Brophy
- Anthony Ross: ufficiale O'Hara
- Edgar Stehli: dottor Einstein
- Victor Sutherland: tenente Rooney

## Rappresentazioni italiane

### Teatro
- La prima rappresentazione in Italia è avvenuta in data 31 maggio 1945 al Teatro Quirino di Roma, regia di Ettore Giannini, scene di Libero Petrassi su bozzetto di Aldo Calvo. Interpreti: Dina Galli (Abby Brewster), Rina Morelli (Marta Brewster), Paolo Stoppa (Mortimer Brewster), Mario Pisu (Jonathan Brewster), Guido Verdiani (Teddy Brewster), Olga Villi (Elena Harper), Gustavo Conforti (Reverendo Dottor Harper), Guglielmo Barnabò (Dottor Einstein), Antonio Marini (Signor Gibbs), Cesare Fantoni (Tenente Rooney), Ivo Garrani (Sergente Klein), Roberto Bruni (Sergente O’Hara), Walter Grant (Sergente Brophy), Oreste Fares (Signor Witherspoon)[6].

### Televisione
- La prima trasmissione televisiva è andata in onda il 2 dicembre 1955, regia di Silverio Blasi. Interpreti: Lina Paoli, Laura Carli, Romolo Costa, Aldo Pierantoni, Diego Michelotti, Paolo Carlini, Fulvia Mammi, Armando Alzelmo, Gianni Bortolotto, Dino Peretti, Loris Gafforio, Gastone Ciapini, Giampaolo Rossi, Enrico Glori[7][8].

- Una nuova versione è stata trasmessa il 17 agosto 1969, regia di Davide Montemurri, scene di Ludovico Muratori, costumi di Gabriella Vicario Sala. Interpreti: Elsa Merlini, Lina Volonghi, Vincenzo De Toma, Gianni Galavotti, Nando Gazzolo, Daniela Nobili, Carlo Montini, Enrico Ostermann, Guido Verdiani, Mimmo Craig, Alvise Battain, Luciano Zuccolini, Arnaldo Bellofiore, Armando Alzelmo[9].

- Successivamente Rai e RTSI hanno coprodotto e trasmesso il 6 novembre 1983, per la serie Commedie in diretta, una versione diretta da Carlo Battistoni, scene e costumi di Giancarlo Bartolini Salimbeni. Interpreti: Ave Ninchi, Miriam Crotti, Gianpiero Bianchi, Antonio Casagrande, Franco Javarone, Gerardo Panipucci, Susanna Marcomeni, Silvano Piccardi, Edmondo Sannazzaro, Raffaele Bondini, Nicola Di Pinto, Paolo Falace, Alberto Sorrentino[10].

## Adattamenti
Nel 1944 dalla commedia è stato tratto il film Arsenico e vecchi merletti di Frank Capra, interpretato da Cary Grant, Josephine Hull e Jean Adair.

## Edizioni
- Joseph Kesselring, Arsenico e vecchi merletti, traduzione di Vinicio Marinucci, "Il Dramma", n. 11, 15 aprile 1946, pp. 9-38